# Koós György
Koós György (teljes nevén Koós György Iván; Budapest, 1958. október 4. –)  magyar televíziós rendező.

## Életpályája
Budapesten született, Koós Iván (1926–1999) Jászai- és Kossuth-díjas, kiváló valamint érdemes művész báb- és díszlettervező valamint Koós Ivánné dr. Vajna Ildikó klinikai pszichológus doktor gyermekeként. A II. Rákóczi Ferenc Gimnáziumban érettségizett 1977-ben. Ugyan ebben az évben (1977-ben) kezdett rendezőasszisztensként dolgozni a Magyar Televízióban. 1985 óta dolgozik rendezőként.
1977–1997-ig dolgozott a  Magyar Televízióban külsősként.
1997–2002-ig a TV2 gyártó cégének az MTM Kommunikációnak volt a művészeti vezetője és főrendezője.
2002-től a saját gyártó cégében a Show and Game Produkciós Zrt-ben producer-főrendező. Cégtársai: Oláh Károly és Závodszky Zoltán. A cég mindhárom nagy csatorna és két kisebb csatorna számára gyártott és gyárt televíziós produkciókat.
Céges feladatai mellett önálló rendezőként műsorokat rendezett és rendez az összes, jelentős tv-csatornán – kiemelten az RTL Klubon és a TV2-n.
2025. március 26 Televíziós Újságírók Díja 2024 - Életműdíj
2018 óta tanít a Budapesti Metropolitan Egyetemen.
2019 óta tanít a Színház és Filmművészeti Egyetemen.

## Rendezései
- A költő visszatér (Koltay Gáborral), MTV1 (1988)
- Van benne valami MTV1 (1987–1993)
- Kerékbár MTV1 (1989–1993)
- Vastyúk is talál szeget  MTV1 (1991–1996)
- Új Gálvölgyi Show MTV1 (1991–1994)
- Friderikusz Show MTV1 (1992–1997)
- Gálvölgyi Szubjektív MTV1 (1994–1996)
- Mindent vagy semmit MTV1, TV2 (1993–1999)
- Tipp-Hopp televíziós társasjáték MTV1 (1996–1998)
- Képjáték TV2 (1998)
- Dalnokok ligája (zenés vetélkedő), TV2 (2003–2004)
- Banánhéj, avagy túlélni Bagi-Nacsát (szórakoztató műsor), TV2 (2003–2005)
- Bajor-show RTL Klub (2004)
- Szombat esti láz (televíziós műsor) RTL Klub (2006–2008)
- Mi kérünk elnézést! TV2 (2006–2008)
- A Társulat MTV1 (2007–2008)
- Csillag Születik! RTL Klub (2007–2012)
- Kalandra fal! RTL Klub (2009)
- X-Faktor RTL Klub (2010–)
- Magyarország, szeretlek! M1 (2011-2014)
- Maradj talpon! M1 (2011-2014)
- A Dal Duna Tv (2012–2015)
- 1 perc és nyersz! RTL Klub (2012–2013)
- A kód (kvízműsor) RTL Klub (2013)
- Az ének iskolája TV2 (2013–2015)
- Bumm! (kvízműsor) TV2 (2014)
- Hungary’s Got Talent RTL Klub (2015)
- A Kocka (vetélkedő) TV2 (2015)
- Kismenők TV2 (2016)
- Honfoglaló (kvízműsor) Duna (2017-2019)
- Séfek Séfe TV2 (2017–)
- Catch – Úgyis utolérlek! TV2 (2019)
- Álarcos Énekes RTL (2020–)
- Tehetség első látásra RTL Klub (2022)
- The Voice (Magyarország, második évad) RTL Klub (2023)
- Sztárbox RTL (2023–)
- Ki vele! Viasat 3 (2024-2025)